# ビアンカ・ナイト
ビアンカ・ナイト（Bianca Knight、1989年1月2日 ‐ ）は、アメリカ合衆国ミシシッピ州パール出身の陸上競技選手。専門は短距離走。100mで11秒07、200mで22秒35の自己ベストを持つ。2012年ロンドンオリンピック女子4×100mリレーの金メダリストであり、同種目の世界記録保持者である。

## 経歴

### 高校時代まで
12歳の時に陸上競技を始めた。高校はミシシッピ州にあるリッジランド・ハイ・スクール (en) に進学すると、2007年に200mで22秒97の室内全米高校記録を樹立、2006年ナイキ選手権（Nike Outdoor Nationals）と2007年全米ジュニア選手権の女子200mで全米タイトルを獲得するなど、全米高校屈指のスプリンターに成長した。また、州レベルでは100mで200mでミシシッピ州高校記録を樹立し、15の個人種目（100mで6、200mで5、400mで4）を含む計23のミシシッピ州タイトルを獲得する活躍を見せた。2006年にはゲータレード全米最優秀女子陸上競技選手賞（Gatorade National Girls Track Athlete of the Year） をミシシッピ州の選手として初めて受賞した。

#### 2005年世界ユース選手権
2005年7月の世界ユース選手権に出場すると、女子100mの予選で11秒38（+1.8）の今季ユース世界最高記録をマーク。準決勝は11秒44（-0.5）とタイムを落としたものの、決勝では再び11秒38（-0.1）の今季ユース世界最高記録タイで金メダルを獲得した。女子200mは23秒33（+0.7）の2位で優勝を逃したが、アメリカチームの3走を務めたメドレーリレーは2分03秒93の今季ユース世界最高記録での優勝に貢献し、100mとの2冠を達成した。

#### 2006年
2006年8月8日にユージーンで行われた競技大会の女子4×100mリレーでアメリカジュニアチームの1走を務め、1999年にアメリカチームがマークした43秒38を更新する43秒29のジュニア世界記録樹立（当時）に貢献した。しかし、この大会で負傷したため、出場予定だった1週間後の北京世界ジュニア選手権に出場することはできなかった。

### 大学時代

#### 2008年全米学生室内選手権
テキサス大学オースティン校に進学すると、2008年3月の全米学生（NCAA）室内選手権女子200mを制し、1年生ながら全米学生タイトルを獲得した。優勝タイムの22秒40は、室内世界歴代8位（当時）・室内全米歴代2位（当時）・室内ジュニア世界記録・室内全米学生記録（当時）という好タイムだった。また、同大会女子60m予選では7秒16の室内ジュニア全米記録を樹立している（決勝は7秒21で3位）。この大会の直後にプロに転向した。

### プロ時代

#### 2011年大邱世界選手権
2011年の全米選手権女子200m決勝では22秒35（+1.0）の自己ベストをマークするも、3位のジェネバ・タモーに0秒07及ばず表彰台を逃した。この結果、8-9月に行われる大邱世界選手権女子4×100mリレーのアメリカ代表に選出され、迎えた大会では予選と決勝でアメリカチームの1走を務めた。予選を今季世界最高記録の41秒94で突破すると、2走アリソン・フェリックス、3走マーシェベット・メイヤーズ、4走カーメリタ・ジーターのオーダーで臨んだ決勝では予選のタイムを更に縮める41秒56の今季世界最高記録で優勝に貢献し、シニア世界大会で初の金メダルを獲得した。

#### 2012年ロンドンオリンピック
2012年6月の全米オリンピックトライアル（全米選手権）では女子100mと女子200mの両種目で決勝に進出するも、女子100mは11秒14（+0.9）で5位、女子200mは22秒60（+1.0）で7位に終わった。この結果、個人種目での代表は逃したもののロンドンオリンピック女子4×100mリレーアメリカ代表に選出されると、迎えた8月の大会では予選と決勝でアメリカチームの3走を務めた。予選を今季アメリカ最高記録の41秒64で突破すると、1走ティアナ・マディソン、2走アリソン・フェリックス、4走カーメリタ・ジーターで臨んだ決勝では40秒82の世界記録を樹立し、1985年に東ドイツがマークした41秒37を塗り替えての優勝に貢献した。

#### 2014年世界リレー
2014年5月には今年新設された世界リレーに出場すると、オリンピックや世界選手権では実施されない種目の女子4×200mに出場し、アメリカチームの3走を務めて1分29秒45の大会記録（当時）樹立と優勝に貢献した。

## 自己ベスト
記録欄の（　）内の数字は風速（m/s）で、+は追い風、-は向かい風を意味する。
| 種目    | 記録           | 年月日        | 場所             | 備考                               |
| 屋外    | 屋外           | 屋外          | 屋外             | 屋外                               |
| ------- | -------------- | ------------- | ---------------- | ---------------------------------- |
| 100m    | 11秒07 (+0.7)  | 2008年6月27日 | ユージーン       |                                    |
| 200m    | 22秒35 (+1.0)  | 2011年6月26日 | ユージーン       |                                    |
| 200m    | 22秒25w (+5.6) | 2008年7月6日  | ユージーン       | 追い風参考記録                     |
| 400m    | 52秒55         | 2011年4月23日 | オックスフォード |                                    |
| 4x100mR | 40秒82 (3走)   | 2012年8月10日 | ロンドン         | 世界記録                           |
| 室内    |                |               |                  |                                    |
| 50m     | 6秒28          | 2012年1月28日 | ニューヨーク     |                                    |
| 55m     | 6秒75          | 2012年2月11日 | ニューヨーク     |                                    |
| 60m     | 7秒16          | 2008年3月14日 | フェイエットビル | 室内U20全米記録                    |
| 200m    | 22秒40         | 2008年3月14日 | フェイエットビル | 室内U20世界記録 元室内全米学生記録 |
| 300m    | 36秒41         | 2011年2月12日 | フェイエットビル |                                    |
| 400m    | 54秒69         | 2011年2月5日  | ボストン         |                                    |

## 主要大会成績
備考欄の記録は当時のもの
| 年   | 大会                               | 場所       | 種目      | 結果 | 記録            | 備考                                      |
| ---- | ---------------------------------- | ---------- | --------- | ---- | --------------- | ----------------------------------------- |
| 2005 | 世界ユース選手権 (en)              | マラケシュ | 100m      | 優勝 | 11秒38 (-0.1)   | 今季ユース世界最高タイ記録 自己ベストタイ |
| 2005 | 世界ユース選手権 (en)              | マラケシュ | 200m      | 2位  | 23秒33 (+0.7)   |                                           |
| 2005 | 世界ユース選手権 (en)              | マラケシュ | メドレーR | 優勝 | 2分03秒93 (3走) | 今季ユース世界最高記録                    |
| 2007 | パンアメリカン ジュニア選手権 (en) | サンパウロ | 200m      | 優勝 | 23秒17 (+0.5)   |                                           |
| 2011 | 世界選手権                         | 大邱       | 4x100mR   | 優勝 | 41秒56 (1走)    | 今季世界最高記録                          |
| 2012 | オリンピック                       | ロンドン   | 4x100mR   | 優勝 | 40秒82 (3走)    | 世界記録                                  |
| 2014 | 世界リレー (en)                    | ナッソー   | 4x200mR   | 優勝 | 1分29秒45 (3走) | 大会記録                                  |

### ダイヤモンドリーグ
ダイヤモンドリーグの総合成績を記載。獲得ポイント欄の（　）内は出場したポイント対象レースの数を意味する。
| 年   | 種目 | 総合順位 | 獲得ポイント |
| ---- | ---- | -------- | ------------ |
| 2010 | 200m | 3位      | 4 (3レース)  |
| 2011 | 200m | 2位      | 10 (3レース) |
| 2012 | 200m | 4位      | 5 (3レース)  |

優勝したダイヤモンドリーグの大会を記載（個人種目のみ）。金色の背景はポイント対象レースを意味する。
| 年   | 大会                   | 場所         | 種目 | 記録          | 備考 |
| ---- | ---------------------- | ------------ | ---- | ------------- | ---- |
| 2010 | 英国グランプリ         | ゲーツヘッド | 200m | 22秒71 (-1.4) |      |
| 2011 | ゴールデンガラ         | ローマ       | 200m | 22秒64 (+0.9) |      |
| 2011 | バーミンガムグランプリ | バーミンガム | 200m | 22秒59 (+1.0) |      |
| 2011 | ロンドングランプリ     | ロンドン     | 200m | 22秒69 (-1.1) |      |